# Boston
Boston (wym. [bɒstən]ⓘ) – miasto w północno-wschodniej części Stanów Zjednoczonych, stolica stanu Massachusetts, w hrabstwie Suffolk, port nad zatoką Massachusetts (Ocean Atlantycki).
Boston został założony w roku 1630; jest jednym z najstarszych i ze względów kulturowych najważniejszych miast w Stanach Zjednoczonych. Jest ważnym ośrodkiem naukowym i gospodarczym, głównie w dziedzinie finansów i zaawansowanych technologii, przede wszystkim biotechnologii, przemysłu zbrojeniowego (Raytheon), informatyki (m.in. laboratoria i instytuty informatyki teoretycznej, nowatorskich technologii mediów i sztucznej inteligencji, Massachusetts Institute of Technology, setki firm informatycznych) i szkolnictwa wyższego (działa tu ok. 50 uniwersytetów i college’ów, z ponad 100 tys. studentów).
Miasto Boston leży w centrum obszaru metropolitalnego tzw. Wielkiego Bostonu (ang. Greater Boston), w skład którego oprócz niego wchodzą miasta: Cambridge, Quincy, Newton, Brookline i wiele innych mniejszych miast i osiedli w pobliżu.

## Dane ogólne
Jest to jedno z najważniejszych i najbogatszych miast Wschodniego Wybrzeża. Na przedmieściu Cambridge znajduje się najstarszy amerykański uniwersytet, Harvard University, założony w 1636 r. Nieopodal położona jest renomowana politechnika (obecnie w praktyce pełen uniwersytet posiadający także katedry nauk humanistycznych) Massachusetts Institute of Technology (MIT), jedna z najbardziej prestiżowych uczelni technicznych w USA. W Bostonie jest też kilkadziesiąt innych szkół wyższych. Miasto jest ważnym ośrodkiem kulturalnym; m.in. Bostońska Orkiestra Symfoniczna założona w 1881 r., liczne teatry, muzea i galerie sztuki nowoczesnej.

## Historia

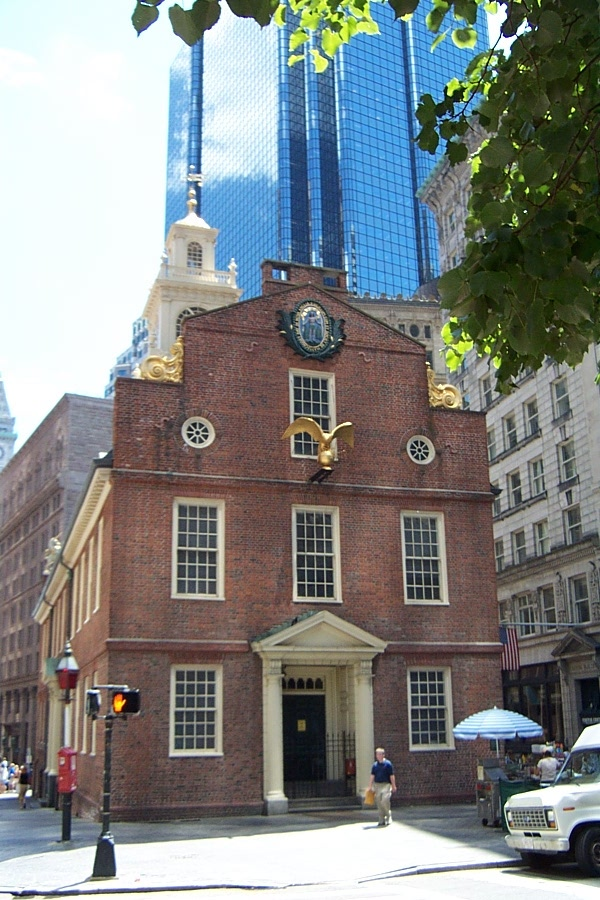
Stary ratusz

Boston od zawsze był nierozerwalnie związany z morzem. Jego historia rozpoczęła się w XVI wieku, kiedy to rybacy hiszpańscy i portugalscy żeglowali po Zatoce Massachusetts w poszukiwaniu ryb lub schronienia przed sztormem, co zapewniały liczne małe zatoki. Jednak pierwsza stała osada na tych terenach została założona dopiero we wrześniu 1623 przez Anglika Roberta Gorgesa, który w imieniu Korony Brytyjskiej stał się zwierzchnikiem dziesięciomilowego pasa wybrzeża ciągnącego się od Nahant do Charlestown.
Na obszarach, na których znajduje się współcześnie Boston, pierwsza osada została założona przez kolonistów z Salem w lipcu 1629 na półwyspie Charlton. Jej centrum wyznaczono na Great Cove, tuż nad głównym szlakiem wodnym zatoki, co stało się później sporym atutem w rozwoju działalności morskiej Bostonu.
Kupcy osiedlali się niedaleko małej zatoczki, w której we wczesnych latach trzydziestych XVII wieku wybudowano pierwszy basen portowy (ang. the Town Dock). Na długie lata stał się on centrum działalności morskiej Bostonu. Rybacy oraz budowniczy łodzi zajmowali rozległe obszary frontu wodnego, podczas gdy rolnicy – tereny południowe i zachodnie w głębi lądu. Ważnym punktem miasta był rynek, za który służyła rozszerzona część ulicy, wiodącej w kierunku zachodnim od frontu wodnego do Town Dock. Tam koncentrowało się życie pierwszych mieszkańców.
Przybywający osadnicy, nastawieni początkowo na uprawę ziemi, szybko przekonywali się, że warunki środowiska na to nie pozwalają. Dla wielu naturalnym kierunkiem działalności stało się zatem wybrzeże zatoki, gdzie powstały liczne niewielkie wsie. Już od pierwszych dni istnienia osady jej mieszkańcy prowadzili ożywioną wymianę barterową z Indianami (łatwo dostępne ryby wymieniano na futra). W krótkim czasie nastąpił gwałtowny wzrost handlu między osadami sytuowanymi wzdłuż całej zatoki. W 1689 roku doszło w mieście do tzw. rewolty bostońskiej, w czasie której mieszkańcy zbuntowali się przeciwko rządom Edmunda Androsa – znienawidzonego gubernatora tzw. Dominium Nowej Anglii.
Miasto sukcesywnie rozrastało się w kierunkach zachodnim i południowo-zachodnim, a w 1874 do Bostonu przyłączono znajdujące się od wschodu Charlestown – miasto założone w 1628, stolicę kolonii Massachusetts Bay.

### Boston miastem portowym
Wzrastająca działalność morska w Bostonie powodowała ciągłą potrzebę ulepszania istniejącej infrastruktury nabrzeżnej, jednak władze miejskie przez długi czas nie zajmowały się tą sprawą. Budowa pierwszych nabrzeży portowych wynikała w związku z tym z inicjatywy przedsiębiorczych kupców, którzy za zgodą władz decydowali się na ich konstruowanie w wielu miejscach frontu wodnego. Wraz z rozwojem handlu i jednoczesnym wzrostem zamożności kupców liczba nabrzeży wzrastała. W 1708 istniało już ich siedemdziesiąt osiem, co świadczy o skali działalności portu w tamtym okresie. W 1710 wydano pozwolenie kapitanowi Oliverowi Noyesowi na wybudowanie najdłuższego z nabrzeży (ang. Long Wharf), które przez lata było centrum działalności portowej Bostonu. Nabrzeże umożliwiało obsługę największych statków tamtych czasów. Boston był pierwszym miastem kolonialnym, w którym wybudowano latarnię morską, będącą dowodem rosnącego znaczenia bostońskiego portu w XVIII wieku.
Wraz z rozwojem Bostonu i jego działalności morskiej znaczenia zaczęły nabierać kwestie obronności miasta. W 1632 na Wzgórzu Fort wybudowano pierwsze fortyfikacje w zatoce. Dwa lata później wzniesiono kolejne na wyspie Castle. Znaczącą budowlą tego typu był również półmilowy wał wzdłuż wybrzeża służący zarówno celom obronnym, jak i jako nabrzeże portowe.
Budowa fortyfikacji na froncie wodnym odzwierciedla wzrastającą rangę bostońskiej floty handlowej. Jej wczesna działalność była w przeważającej mierze ograniczona do gromadzenia dóbr na eksport, redystrybucji dóbr importowanych bądź wymiany barterowej towarów kolonialnych. Kolejnym etapem rozwoju handlu w regionie stało się nawiązanie kontaktów handlowych z innymi koloniami wschodniego wybrzeża Ameryki. Już w 1631 nawiązano stosunki handlowe z Wirginią, co zapoczątkowało przepływ takich towarów, jak kukurydza, cukier, mosiądz, skóry bobrów i inne.

### Rozwój przemysłu stoczniowego
Podwalinami dynamicznego handlu bostońskiego było budownictwo okrętowe. Pierwszym statkiem wybudowanym w kolonii był Blessing of the Bay, który został zwodowany na rzece Mystic w Medford w 1631. Statek miał zapewnić stałe dostawy podstawowych towarów niezbędnych dla funkcjonowania miasta i jego mieszkańców.
Trzydzieści pięć lat później Medford stało się centrum bostońskiego okrętownictwa, a w posiadaniu kupców bostońskich było około trzystu jednostek zaangażowanych w żegludze zamorskiej i kabotażowej. Zarówno władze miejskie, jak i prywatni przedsiębiorcy aktywnie wspierali rozwój okrętownictwa, które w Bostonie zajmowało szczególną pozycję. Statki były przedmiotem zyskownego handlu między kolonią a Anglią. W latach 1674–1714 sprzedano ich 1332. Powszechną praktyką stała się sprzedaż ładunku w obcych portach wraz ze statkiem, co dotyczyło szczególnie małych jednostek. Zyski z takich transakcji przywożono w gotówce lub przeznaczano na zakup towarów w Anglii bądź innych krajach.
Działalność morska stała się podstawą dobrobytu Bostonu, którego władze aktywnie współpracowały z mieszkańcami na rzecz jej rozwoju. Wprowadzono prawa zwalniające rybaków oraz cieśli okrętowych z obowiązku pełnienia służby wojskowej. Statki oraz inne urządzenia używane do połowu ryb przez siedem lat nie były objęte podatkami ani cłami. Władze wymogły na budowniczych statków konsolidacje w przedsiębiorstwa, aby lepiej zarządzać całym przemysłem.

### Handel bostoński
W latach 1642–1649, w okresie wojny domowej w Anglii, jej zainteresowanie koloniami w Ameryce zmalało. Przybywało coraz mniej imigrantów oraz zmalał handel. Jednak aktywność żeglugi bostońskiej wzrastała, znajdując nowe źródła zaopatrzenia miasta w brakujące towary. Statki przywoziły ziemniaki, pomarańcze z Bermudów, na Barbados i Jamajkę eksportowano mięso, masło, sery i suchary. W zasięgu znalazł się również Madagaskar. Handel ten w dużej mierze uzupełniał podupadłą wymianę z portami europejskimi. Boston był także zaangażowany w handel czarnymi niewolnikami w Afryce, gdzie za ładunek rumu nabywano darmową siłę roboczą na plantacje cukru.
W 1660 parlament brytyjski uchwalił kolejny akt nawigacyjny, który w zamierzeniu miał uchronić Wielką Brytanię i jej kolonie przed konkurencją innych państw kolonialnych. Na jego podstawie handel zamorski miał się odbywać tylko na statkach należących do Anglików. Ustawa wymieniała również listę produktów wytwarzanych w koloniach, które mogły być transportowane jedynie do portów brytyjskich, bądź przez porty brytyjskie do innych krajów. Uchwalenie trzy lata później Staples Act czyniło z Anglii jedynego eksportera dóbr europejskich do kolonii. Zatem bezpośredni import z Francji, Hiszpanii, czy Holandii był zakazany. Kupcy bostońscy, dla których akty znaczyły ograniczenie zysków, zignorowali je. Większa część wymiany handlowej Bostonu pomiędzy rokiem 1660 a 1675 miała charakter nielegalny. Towary z całego świata wchodziły do portu bez cła. Flota bostońska zawijała do portów Nowej Fundlandii, Annapolis, wożąc rum i sól. Handlowano wbrew prawu z Francją, Portugalią i Hiszpanią. Do końca XVII wieku notowano ciągły wzrost liczby statków posiadanych przez mieszkańców Bostonu; w 1698 zanotowano 193 jednostki.
W XVIII wieku Boston był uznawany za centrum handlu północnoamerykańskiego. O bogactwie miasta świadczyły rozbudowana sieć biur rachunkowych, domów kupieckich, magazynów, nabrzeży, jak i okazałe rezydencje, wybudowane wzdłuż głównej arterii miasta, King’s Street. Zamożne rodziny kupieckie generowały rozwój usług, takich jak krawiectwo, perukarstwo czy jubilerstwo. Osiemnastowieczny Boston był integralnie związany ze swoim portem w sferze przestrzennej, funkcjonalnej, a przede wszystkim ekonomicznej. Port należał do miasta i jego mieszkańców, dając im miejsce pracy oraz źródło utrzymania, będąc podstawą systemu ekonomicznego.
Zobacz też: Herbatka bostońska

### Lata 1900–1950

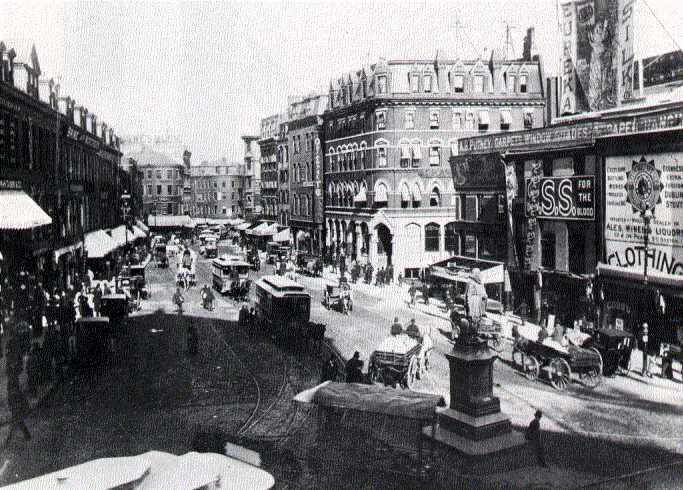
Scollay Square, Boston, około 1880 r.

Na początku lat dwudziestych XX wieku Boston był wciąż największym centrum produkcji wełny na świecie, jednym z największych importerów skór i jednocześnie eksporterem butów, a przede wszystkim największym rynkiem rybnym w Stanach Zjednoczonych. Pod koniec dekady miasto plasowało się na trzeciej pozycji wśród miast amerykańskich, których głównym źródłem dochodów była gospodarka morska. Już w tamtym czasie zauważalne były niekorzystne symptomy zniżkowe, które pogłębił kryzys gospodarczy lat trzydziestych. Podczas kiedy następował wzrost importu zagranicznego, w szybkim tempie malały wskaźniki bostońskiego eksportu. Sytuacja taka była rezultatem ogólnego trendu zmian w gospodarce amerykańskiej tamtego okresu. Szczególnym czynnikiem, który doprowadził do osłabienia roli portu bostońskiego, był niekorzystny poziom stawek frachtowych, zarówno kolejowych, jak i morskich, które stawiały na pozycji uprzywilejowanej głównego konkurenta portu, Nowy Jork, oraz inne ważniejsze porty południa.
Tendencji spadkowej w obrotach portu bostońskiego próbowano przeciwstawić intensywną politykę modernizacji infrastruktury portowej, prowadzoną konsekwentnie od początku wieku XX, najpierw przez Radę Dyrektorów (ang. the Board of Directors of Port), a od 1929 autonomiczny zarząd portu (ang. the Boston Port Authority).
W ciągu pierwszych dwóch dekad XX wieku, w latach 1902–1916, na terenie portu wewnętrznego (ang. Inner Harbor) oraz kanałów doprowadzających przeprowadzono wiele prac pogłębiarskich. Zarząd portu, spodziewając się, że wzrost głębokości przyciągnie statki o większym tonażu, doprowadził do realizacji wielu inwestycji infrastrukturalnych. W 1913 na terenie waterfrontu w dzielnicy South Boston oddano do użytku nowoczesne nabrzeże Commonwealth No. 5 o długości ponad 350 metrów, którego urządzenia mogły obsługiwać jednocześnie 5 statków. Innym dużym przedsięwzięciem związanym z gospodarką morską oraz zagospodarowaniem frontu wodnego była budowa nabrzeża rybnego (ang. the Boston Fish Pier), w tamtym czasie największego na świecie. Budowa tego kompleksu spowodowała przeniesienie niemal wszystkich funkcji związanych z rybołówstwem i przetwórstwem ryb z obszarów śródmiejskich na tereny South Boston.
W tamtym okresie funkcje portowe uległy znacznemu rozbudowaniu także w East Boston, czego kulminacją było ukończenie prac nad nabrzeżem Commonwealth Pier No. 1 w 1919. W miarę postępowania inwestycji tereny South i East Boston stały się najbardziej aktywnym bostońskim waterfrontem pod względem działalności morskiej. Regiony Inner Harbor – zatoki wewnętrznej, w szczególności Chelsea Creek i the Mystic River, specjalizowały się w przeładunku ropy naftowej, drewna, węgla i chemikaliów, co wymagało rozbudowania specjalistycznych terminali.
W North End w 1919 doszło do wybuchu zbiornika z melasą, co doprowadziło do katastrofy zwanej wielką powodzią melasową, która spowodowała śmierć 21 osób.
W 1917 wybudowano największy suchy dok na świecie, który jednak nie mógł być wykorzystywany przez największe statki z powodu ograniczenia głębokości kanału doprowadzającego – the Broad Sound North Channel. Prace pogłębiarskie kanału przeprowadzono dopiero w 1925.
Rozbudowa urządzeń portowych była kontynuowana na dużą skalę również w latach trzydziestych, kiedy to na obszarze waterfrontów dzielnicy East Boston unowocześniono nabrzeże Commonwealth Pier No. 1 oraz wybudowano prowadzący do niego kanał. Jednak lata trzydzieste to okres poważnego kryzysu gospodarczego, który przyspieszył upadek Bostonu i jego portu oraz ograniczył działalność morską miasta, co było najbardziej widoczne na terenach śródmiejskich waterfrontów, gdzie znajdowało się wiele opustoszałych budynków i zabudowań. Inną przyczyną zmniejszenia aktywności morskiej w śródmieściu był rozwój nowoczesnych nabrzeży w dzielnicach East i South Boston. Stare nabrzeża próbowano adaptować na inne cele, jednak w wielu przypadkach pozostawiano je ich własnemu losowi.
Po II wojnie światowej Boston przeżywał niespotykaną wcześniej stagnację gospodarczą oraz związany z tym odpływ ludności. Stagnacja lat pięćdziesiątych wynikała głównie z upadku przemysłu tekstylnego na terenie Nowej Anglii, co nie pozostało bez wpływu na port, a przez to i sam Boston, stolicę regionu. Innym istotnym czynnikiem, który przesądził o spadku znaczenia miasta i jego ekonomii był kryzys w rybołówstwie. Pomiędzy rokiem 1950 a 1963 liczba rybaków w Nowej Anglii zmniejszyła się o ponad jedną trzecią.
Dynamiczny rozwój infrastruktury portu bostońskiego w pierwszej połowie XX wieku, a potem jego upadek, doprowadziły do stworzenia ponad dwustukilometrowej linii waterfrontu, z którego około sześćdziesiąt kilometrów stanowiła linia nabrzeży, wraz z ogromnym kompleksem urządzeń, zaledwie w niewielkim stopniu wykorzystanych. Sytuacja ta w powiązaniu z kryzysem gospodarki morskiej w Bostonie leżała u podstaw decyzji o realizacji szeroko zakrojonych programów renowacji urbanistycznej terenów poprzemysłowych i portowych.

### Druga połowa XX wieku
Pierwszym krokiem na drodze ku rewitalizacji Bostonu był ogłoszony przez władze w roku 1950 General Plan for Boston, projekt, który postulował ponowne zagospodarowanie około dwudziestu procent przestrzeni miasta w ciągu kolejnych dwudziestu pięciu lat. Jednak w realiach lat pięćdziesiątych realizacja tego projektu oznaczała przede wszystkim porządkowanie dzielnic slumsów poprzez wyburzanie starej zabudowy i przesiedlenie ubogiej ludności.

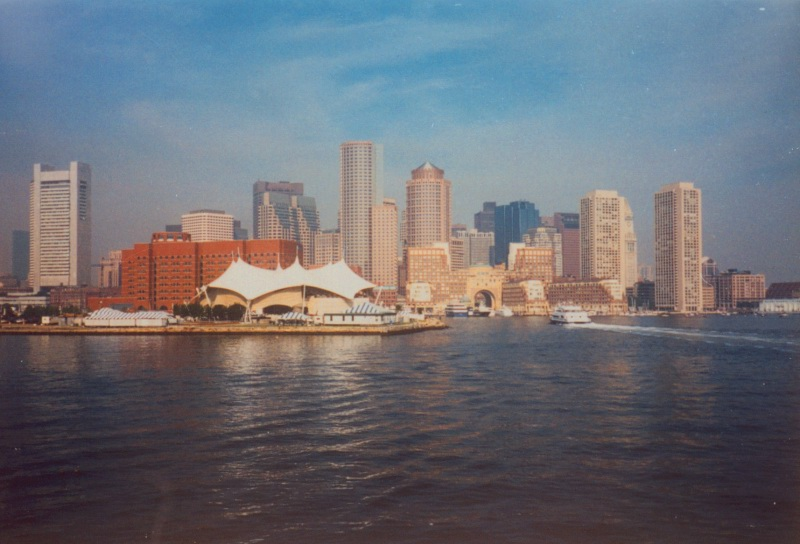
Drapacze chmur w centrum Bostonu, widok od strony morza

Pierwszym celem projektu stał się obszar New York Streets, który po oczyszczeniu miał w zamierzeniu przyciągnąć przedsiębiorstwa przemysłowe i handlowe. Według planistów dogodna lokalizacja i łatwy dostęp do głównych arterii miasta czyniły ten obszar idealnym miejscem pod inwestycje przemysłowe.
Fizyczne zmiany zapoczątkowane w Bostonie w latach sześćdziesiątych oznaczały więcej niż tylko wysokie budynki i kosztowne projekty architektoniczne. Zmiany te przyczyniły się do przekształcenia charakteru i specyfiki miasta. Wiele budowli będących dowodami trzechsetletniej tradycji Bostonu, które nadawały mu ten wyjątkowy europejski charakter, zostało rozebranych, a tereny przeznaczano na modernistyczne drapacze chmur ze szkła i stali. Z drugiej strony, rodzaj inwestycji realizowanych na terenie miasta oraz rodzaj funkcjonujących korporacji spowodowały powstanie nowoczesnego systemu ekonomicznego opartego w zasadniczym stopniu na usługach. Miasto, którego mieszkańcy historycznie zajmowali się przeważnie czynnościami związanymi z importem i eksportem, handlem, rybołówstwem oraz przemysłem stoczniowym, teraz stali się znani ze względu na wysoki poziom świadczonych usług medycznych, szkolnictwo wyższe, usługi związane z technologią komputerową, turystyką. Potrzeba wysoko kwalifikowanej kadry, szczególnie managerów o wysokim stopniu wykształcenia, zmieniła Boston w miasto urzędników biurowych i spowodowała w latach siedemdziesiątych i osiemdziesiątych niespotykany wcześniej wzrost liczby miejsc pracy oraz płac. Ta nowa fala wykształconych i zamożnych młodych ludzi, zazwyczaj profesjonalistów – inżynierów, informatyków, architektów – napływała do miasta, zachęcona mnogością instytucji kulturalnych, edukacyjnych i bliskością terenów rekreacyjnych. Zajmowali ocalałe dzielnice historyczne, zlokalizowane niedaleko centrum, będące jeszcze w trakcie renowacji, takie jak North End czy South End, oraz obszary waterfrontów wzdłuż Atlantic Avenue.

## Geografia

### Położenie miasta
Boston położony jest nad Zatoką Massachusetts, będącą częścią znacznie większej Zatoki Maine. Od wschodu ogranicza ją żwirowa ławica Stellwagen Bank, która łączy przylądki zatoki, Cape Ann na północy oraz Race Point na południu. Zatokę Bostońską stanowi grupa mniejszych zatoczek, rzek, wysp, moczarów oraz licznych, głębokich dróg wodnych, chronionych przed sztormami Atlantyku przez naturalny falochron skalny. Wodny obszar zatoki tuż za Wyspą Deer i Point Allerton podzielony jest szeregiem wysp biegnących ze wschodu na zachód. Południowa część wyspy Long Island wyznacza zewnętrzną zatokę (ang. outer harbor), w której znajdują się mielizny Hingham i Hull, Zatoka Quincy oraz trzy rzeki. Zatoka wewnętrzna (ang. inner harbor) sytuuje się na północ od Long Island. Na wschodzie wyznacza ją cieśnina Broad Sound, za pośrednictwem kanału Narrow Channel łączy się ze szlakiem wodnym Nantasket Roads, wzdłuż głównego wejścia do portu. Piaszczysta zatoka Dorchester Bay oraz szlak wodny Presidents Roads leżą wzdłuż zachodnich wysp, podczas gdy dalej na północ, u zbiegu rzek: Charles, Mystic i Chelsea Creek, znajduje się współczesne miasto Boston.
Głównym atutem Zatoki Bostońskiej są liczne naturalne, głębokie drogi wodne, które stanowią o dostępności zatoki oraz ochronny pas wysp oddzielających zatokę od otwartego morza. Atuty te czynią ją idealnym miejscem dla rozwoju gospodarki morskiej, co szybko zostało docenione przez pierwszych osadników europejskich.

### Dzielnice
Boston jest często nazywany „miastem sąsiedztw” ze względu na ich różnorodność. Słowo „sąsiedztwa” może mieć wiele oficjalnych i nieoficjalnych znaczeń.
W Bostonie, w obrębie miasta, jest ich oficjalnie 21.

### Oficjalna lista dzielnic Bostonu

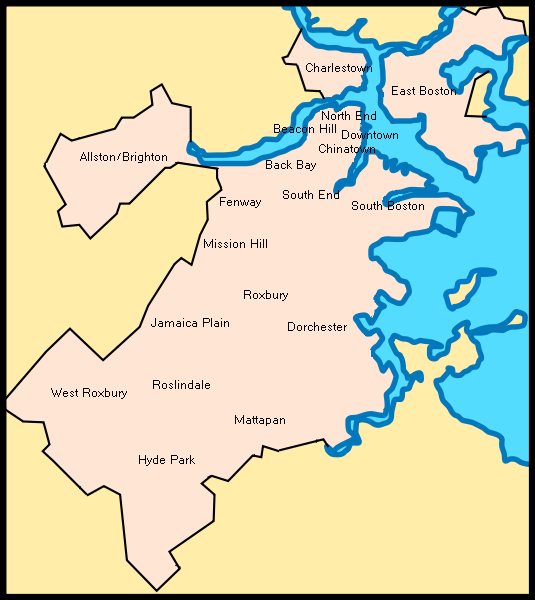

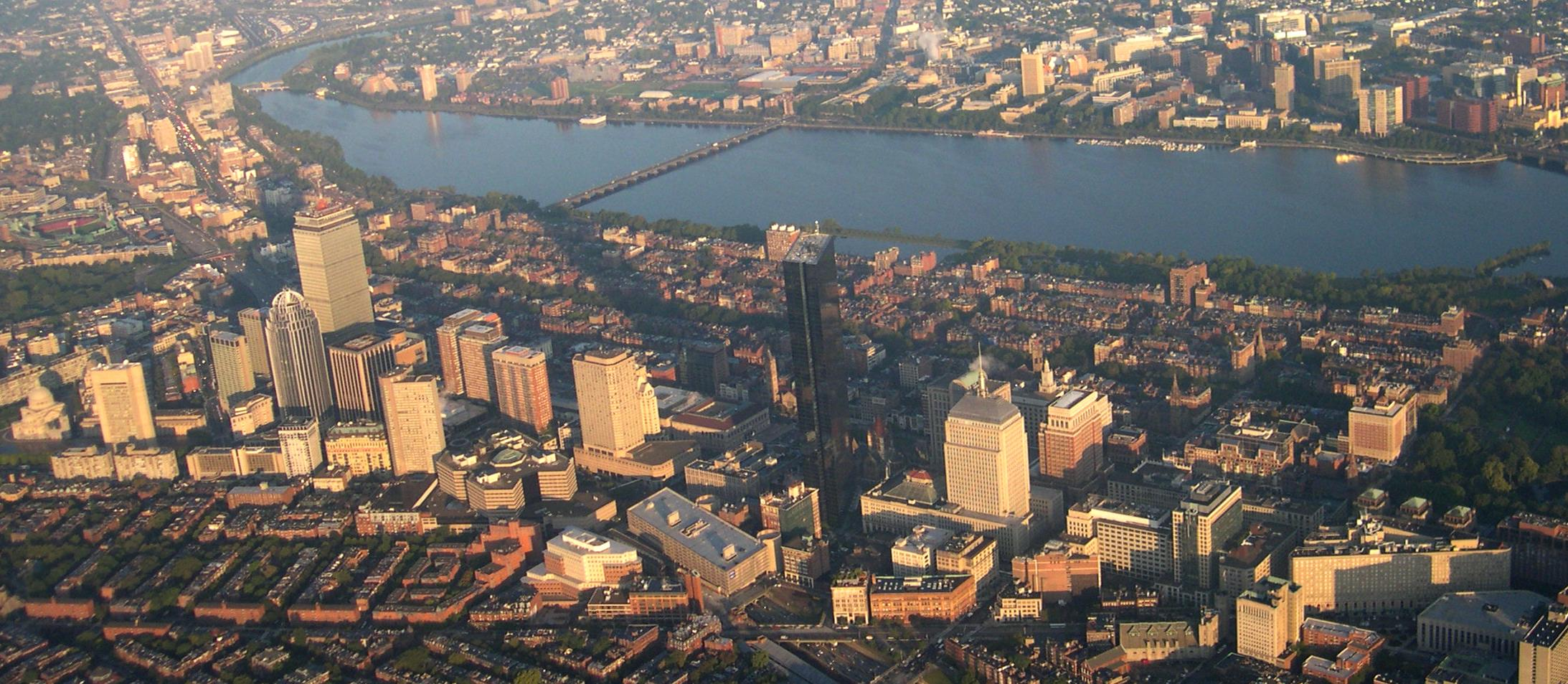
Widok z lotu ptaka na dzielnicę Back Bay, rzekę Charles, i miasto Cambridge po drugiej stronie, z kampusem Massachusetts Institute of Technology częściowo widocznym

| Allston/Brighton - Allston Village - Boston University - Brighton Center - Cleveland Circle - Oak Square - Packard’s Corner - Soldier’s Field Back Bay Bay Village (również znana jako South Cove) Beacon Hill - Louisburg Square Charlestown - Bunker Hill - The Neck - Thompson Square - Sullivan Square Chinatown Dorchester - Adams Corner/Adams Village - Andrew Square - Ashmont - Codman Square/Dorchester Center - Columbia Point/Harbor Point - Cedar Grove - Fields Corner - Franklin Field - Grove Hall - Lower Mills - Jones Hill - Meeting House Hill - Mount Bowdoin - Neponset - Peabody Square - Polish Triangle - Popes Hill - Port Norfolk - Savin Hill - Uphams Corner - Wellington Hill Downtown Boston - Bulfinch Triangle - Combat Zone (Boston) - Downtown Crossing - Financial District - Government Center - Haymarket Square - Theatre District - Waterfront | East Boston - Bennington Street - Central Square - Chelsea Street - Day Square - Jeffries Point - Logan International Airport - Maverick Square - Orient Heights Fenway/Kenmore - Kenmore Square Hyde Park - Readville - Fairmont Hill Jamaica Plain - Hyde Square - Forest Hills - Moss Hill Leather District Longwood Mattapan Mission Hill - Back of the Hill - Parker Hill North End - Ann Street (North Street) Roslindale Roxbury - Dudley Square - Egleston Square - Franklin Park - Roxbury Crossing South Boston - D Street - City Point - Fort Point - South Boston Waterfront/Seaport District South End West End - Charles Street - Massachusetts General Hospital West Roxbury |

## Gospodarka
Ważny ośrodek przemysłowy; głównie elektroniczny, elektrotechniczny, precyzyjny i rafineryjny. Siedziby central banków, organizacji gospodarczych i korporacji międzynarodowych.

## Transport

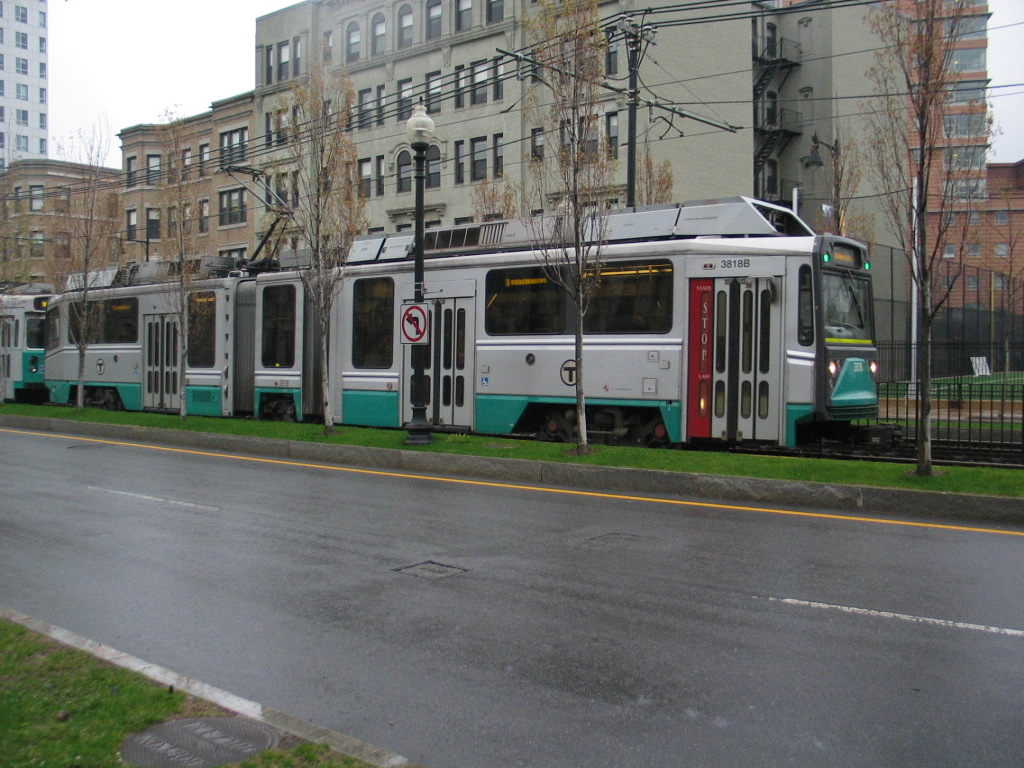
Tramwaj w Bostonie

Wielki węzeł transportowy:
- MBTA
- Amtrak
  - Boston North Station
  - Boston South Station
- Port lotniczy Boston
- Port morski
- Port rybacki

## Religia

### Wyznanie rzymskokatolickie
- Parafia Matki Boskiej Częstochowskiej w Bostonie
- Parafia św. Wojciecha w Hyde Park

## Sport
Boston reprezentuje drużyna koszykówki należąca do NBA – Boston Celtics. Może się ona pochwalić taką samą co Los Angeles Lakers ilością zdobytych tytułów mistrza NBA (17 razy).
W Bostonie odbywa się też jeden z najstarszych na świecie maratonów – Maraton Bostoński. Pierwsza edycja odbyła się 19 kwietnia 1897 roku. Bieg ten odbywa się corocznie w amerykańskie święto Patriots Day (zawsze trzeci poniedziałek kwietnia). Aby pobiec w maratonie bostońskim, należy się legitymować określonym rekordem życiowym.
W hokejowej lidze NHL gra drużyna Boston Bruins, w futbolowej NFL, jedna z najlepszych drużyn ostatnich lat, New England Patriots, w lidze baseballowej MLB bardzo popularna i zasłużona drużyna Boston Red Sox, zaś w lidze piłki nożnej MLS drużyna New England Revolution.
| Klub                   | Liga  | Sport                            | Stadion               | Założony | Zwycięstwa                            |
| ---------------------- | ----- | -------------------------------- | --------------------- | -------- | ------------------------------------- |
| Boston Bruins          | NHL   | Hokej na lodzie                  | TD Garden             | 1924     | 6 Pucharów Stanleya                   |
| Boston Celtics         | NBA   | Koszykówka                       | TD Garden             | 1946     | 17 Tytułów NBA                        |
| Boston Red Sox         | MLB   | Baseball                         | Fenway Park           | 1901     | 7 Tytułów World Series 12 AL Pennants |
| New England Patriots   | NFL   | Futbol amerykański               | Gillette Stadium      | 1960     | 5 Tytułów Super Bowl 7 Tytułów AFC    |
| New England Revolution | MLS   | Piłka nożna                      | Gillette Stadium      | 1995     | 1 Puchar U.S. Open 1 Superliga        |
| Boston Blazers         | NLL   | Lacrosse (na hali)               | TD Garden             | 2008     |                                       |
| Boston Breakers        | WPS   | Piłka nożna kobiet               | Harvard Stadium       | 2001     |                                       |
| Boston Cannons         | MLL   | Lacrosse (na odkrytym stadionie) | Harvard Stadium       | 2001     |                                       |
| New England Riptide    | NPF   | Softball                         | Martin Softball Field | 2004     | 1 Puchar Cowles                       |
| Boston Demons          | USAFL | Futbol australijski              | Ipswich River Park    | 1997     | 2 National Championships              |

## Polonia w Bostonie
Polonia bostońska jest zgrupowana w dzielnicy Bostonu Dorchester, parafii Matki Boskiej Częstochowskiej. Duży wkład w działalność lokalnej Polonii ma młodzież polska studiująca na renomowanych uczelniach: Harvard University i Massachusetts Institute of Technology.
- Polish American Congress of Eastern Massachusetts
- Polski amatorski teatr Bostonu

## Prasa
- The Boston Globe
- Boston Herald

## Miasta partnerskie
Miasta partnerskie Bostonu:
- Barcelona, Hiszpania
- Hangzhou, Chiny
- Kioto, Japonia
- Melbourne, Australia
- Padwa, Włochy
- Strasburg, Francja
- Sekondi-Takoradi, Ghana
- Tajpej, Tajwan
- Beira, Mozambik
- Belfast, Wielka Brytania
- Praia, Republika Zielonego Przylądka